# Elliott Gould
Elliott Gould, nascido Elliott Goldstein  (New York, 29 de Agosto de 1938) é um ator norte-americano de origem judaica que trabalha em Hollywood desde a década de 1960. Muito conhecido por seu personagem "Trapper John" McIntyre, um cirurgião na série televisa MASH, chegou a ser indicado para o Oscar por sua participação na comédia Bob & Carol & Ted & Alice, de 1969. Em 2001, estrelou Ocean's Eleven ao lado de George Clooney e Brad Pitt interpretando Reuben Tishkoff, um ex-dono de cassino que resolve se juntar a uma gangue de trapaceiros. Conhecido também por fazer o papel de Jack Geller, pai de Monica e Ross no seriado Friends, que acabou em 2004.